# فینال جام ملت‌های آسیا ۱۹۹۶
فینال جام ملت‌های آسیا ۱۹۹۶، یک مسابقه فوتبال بود که قهرمان جام ملت‌های آسیا ۱۹۹۶ را مشخص می کرد..  

## میزبان
ورزشگاه شیخ زاید (که اکنون به عنوان ورزشگاه شهر ورزشی زاید شناخته می شود) در ابوظبی میزبان مسابقه فینال بود. این ورزشگاه ۴۳۲۰۶ نفری در سال ۱۹۸۰ ساخته شد. این ورزشگاه، ورزشگاه اصلی جام ملت‌های آسیا ۱۹۹۶ بود که میزبان ۱۲ بازی از جمله فینال بود.

## مسابقه
| امارات متحدهٔ عربی                                | ۰–۰ (و.ا.) | عربستان سعودی                                                                 |
| ------------------------------------------------ | ---------- | ----------------------------------------------------------------------------- |
|                                                  | گزارش      |                                                                               |
| ضربات پنالتی                                     |            |                                                                               |
| محمد علی · یوسف صالح · خمیس سعد مبارک · حسن سعید | ۲–۴        | یوسف الثنیان · عبدالله زبرماوی · ابراهیم الحربی · خالد التیماوی · خالد المولد |

| GK             | ۱۷ | محسن مصباح       |
| RB             | ۶  | اسماعیل راشد     |
| CB             | ۵  | یوسف صالح        |
| CB             | ۱۲ | حسن مبارک        |
| LB             | ۳  | منذر علی عبدالله |
| CM             | ۱۵ | محمد علی         |
| CM             | ۱۶ | حسن سعید         |
| CM             | ۱۸ | احمد ابراهیم علی |
| RF             | ۷  | سعد بخیت مبارک   |
| CF             | ۱۰ | عدنان الطلیانی   |
| LF             | ۲۳ | عبدل احمد        |
| سرمربی:        |    |                  |
| تومیسلاو ایویچ |    |                  |

| GK          | ۱  | [محمد الدعیع]]  |
| RB          | ۲  | محمد الجهنی     |
| CB          | ۳  | محمد الخلیوی    |
| CB          | ۴  | عبدالله زبرماوی |
| LB          | ۱۳ | حسین عبدالغنی   |
| DM          | ۱۶ | خمیس العویران   |
| RM          | ۱۰ | فهد المهلل      |
| CM          | ۸  | خالد التیماوی   |
| CM          | ۱۴ | خالد المولد     |
| LM          | ۱۵ | یوسف الثنیان    |
| CF          | ۹  | سامی الجابر     |
| سرمربی:     |    |                 |
| نلو وینگادا |    |                 |